# Pawieł Kuczumow
Pawieł Siergiejewicz Kuczumow (ros. Павел Сергеевич Кучумов, ur. 13 lutego?/26 lutego 1904 w Moskwie, zm. 17 grudnia 1987 tamże) – radziecki polityk, zastępca członka KC KPZR (1961–1966).
Od 1919 uczeń ślusarza, w latach 1920–1921 służył w Armii Czerwonej, później był tokarzem w moskiewskiej fabryce inżynieryjnej. Po ukończeniu 1931 Moskiewskiego Instytutu Samochodowo-Traktorowego został inżynierem w fabryce samochodów w Gorkim (obecnie Niżny Nowogród), 1934-1936 w delegacji naukowej w Nowym Jorku, później kierownik warsztatu w fabryce samochodów w Gorkim, od 1937 główny inżynier fabryki. Od marca 1941 szef wydziału technicznego, przewodniczący rady technicznej i członek Kolegium Ludowego Komisariatu Budowy Maszyn Średnich ZSRR, od lipca 1941 zastępca, a od września 1941 I zastępca ludowego komisarza budownictwa maszyn średnich ZSRR, od marca 1946 I zastępca ministra przemysłu samochodowego ZSRR, od lutego 1947 zastępca ministra gospodarki rolnej ZSRR. Od marca 1953 zastępca ministra gospodarki rolnej i zapasów ZSRR, od listopada 1953 ponownie zastępca ministra gospodarki rolnej ZSRR (po zmianie nazwy ministerstwa), od lutego 1961 do grudnia 1962 przewodniczący Wszechzwiązkowego Zjednoczenia Rady Ministrów ZSRR "Sojuzsielchoztiechnika". Od grudnia 1962 szef wydziału budowy traktorów i maszyn rolniczych Państwowej Komisji Planowania ZSRR, od marca 1963 szef zarządu budowy traktorów i maszyn rolniczych przy Sownarchozie ZSRR, od października 1965 do grudnia 1975 szef Zarządu Zaopatrzenia i Międzybranżowej Łączności Produkcji Inżynieryjnej, następnie na emeryturze. Deputowany do Rady Najwyższej ZSRR 6 kadencji. W latach 1961–1966 zastępca członka KC KPZR. Pochowany na Cmentarzu Wagańkowskim w Moskwie.

## Odznaczenia i nagrody
- Order Lenina (dwukrotnie)
- Order Rewolucji Październikowej
- Order Wojny Ojczyźnianej I klasy
- Order Czerwonego Sztandaru Pracy (trzykrotnie)
- Order Czerwonej Gwiazdy
- Nagroda Państwowa ZSRR